# Holenderski w 7 lekcjach
Holenderski w 7 lekcjach (ang. Nederlands in 7 lessen) – holenderski film komediowo-dokumentalny z 1948 roku w reżyserii Charlesa Huguenota van der Lindena i Heinza Josephsona. Pierwotnie zrealizowany został jako część 39-minutowego anglojęzycznego serialu dokumentalnego opowiadającego o aspektach Holandii, lecz później zdecydowano o  rozszerzeniu go do długości filmu, który okazał się niepowodzeniem. Czas trwania wynosi 79 minut.
W filmie w epizodycznej roli stewardesy zadebiutowała brytyjska aktorka Audrey Hepburn, późniejsza zdobywczyni nagrody Akademii Filmowej. Dostała ona angaż do filmu po tym, gdy szkołę tańca do której ówcześnie uczęszczała, odwiedził reżyser van der Linden.

## Obsada
- Sanny Day – śpiewaczka w prologu
- Pia Beck – śpiewaczka w prologu
- Wam Heskes – Koos Koen, operator kamery
- Greet Vogels – gospodyni domowa
- A. Viruly
- Louisa Barkey – matka
- Siny Bikker
- Bill Kuyper – architekt
- Pieter Zellmann – kierowca
- Harry Bierman – służba domowa
- Wim Booker – malarz
- Han Bentz van den Berg
- Frances May – kobieta
- Tineke Goldman – towarzysz
- Els Boon – nowożeńcy
- Jan Glastra van Loon – nowożeńcy
- Magda Janssens – ciocia
- Francien Sanders
- Wilmy Martin Muller
- Jan Glastra van Loon
- Koos Kroon – George
- Audrey Hepburn – stewardesa KLM